# 陳景星 (光緒進士)
陳景星（?—?），字笑山，贵州石阡人，清朝政治人物，進士出身。
光緒二十年（1894年）太后六旬甲午恩科進士，二甲一百二十三名，同年五月，著交吏部掣签分发各省，以知县即用。官山東蘭山知縣，署沂州府知府。